# Peugeot 806
Peugeot 806 var en MPV-modell med 6-7 sittplatser. Den var en produkt av det så kallade Eurovansamarbetet och tillverkades mellan 1994 och 2002. Modellen hade egentligen ingen föregångare inom Peugeot, men efterföljdes av Peugeot 807 2002; en modell av samma koncept. 
806 kännetecknas, liksom de andra Eurovanmodellerna ur första generationen, av en kantig och kompakt kaross med stora skjutdörrar. I slutet av 1990-talet genomgick 806 en smärre ansiktslyftning, vilket bland annat resulterade i nya inredningsmaterial och nya strålkastarinsatser.

## Mått
- Längd: 4,46 m
- Höjd: 1,71 m
- Bredd: 1,83 m
- Axelavstånd: 2,82 m

## Motorer
- 2,0 L (Bensin) 121 hk
- 2,0 L (Bensin) 132 (från årsmodell 2001: 136) hk
- 2,0 Turbo (Bensin) 147 hk
- 1,9 L (Diesel) 90 hk
- 2,0 L (Diesel HDi) 109 hk
- 2,1 L (Diesel) 109 hk